# インデルスドルフ
『インデルスドルフ』（Indersdorf）はフランツ・マルクが1904年に制作した油彩画で、ミュンヘン・レンバッハハウス美術館の所蔵品である。

## 創作の経緯
1904年の絵画で、当時マルクは、ダッハウ郡のマルクト・インデルスドルフにたびたび滞在していた。前年マルクはフランスに旅行して、印象派の画家の作品に接した。帰国後にミュンヘン美術院の習作から離れると、マルクはより明るくより強烈な色彩感によって今や独自の画風を模索しようとしたのであった。

## 解説
特定の場所を風景画に描き出した、マルクの数少ない作例の一つである。
絵の上半分は、マルクト・インデルスドルフのグロン地区の宿舎と近隣の建物を主に表している。前景にグロン川が流れており、絵の右手では川の上に橋が架かっている。細長い花畑が宿屋と川の間に伸びている。花畑と道路の間の柵には、色とりどりの布地が掛かっている。宿屋のファサードや柵、布地が、たゆたう水面に映り込んでいる。